# Sân bay Gorno-Altaysk
Sân bay Gorno-Altaysk (IATA: RGK, ICAO: UNBG) là một sân bay ở Nga, cách thị trấn Gorno-Altaysk 9 km về phía tây. Vào năm 2019, sân bay phục vụ 102.338 hành khách.

## Lịch sử
Năm 2011, một nhà ga và đường băng mới tại Gorno-Altaysk đã được xây dựng để tiếp nhận các máy bay lớn. Chúng được thử nghiệm bởi một chiếc Airbus A319 đang bay đến Novosibirsk.

## Hãng hàng không và điểm đến
| Hãng hàng không   | Các điểm đến                   |
| ----------------- | ------------------------------ |
| Aeroflot          | Moskva-Sheremetyevo            |
| Nordwind Airlines | Saint Petersburg               |
| Pobeda            | Moscow–Vnukovo                 |
| RusLine           | Yekaterinburg                  |
| S7 Airlines       | Moskva–Domodedovo, Novosibirsk |
| SiLA              | Krasnoyarsk                    |
| UVT Aero          | Bay theo mùa: Kazan            |